# Distretto di Fancheng
Il distretto di Fancheng (樊城区S, Fánchéng QūP) è un distretto della Cina, situato nella provincia di Hubei e amministrato dalla prefettura di Xiangyang.